# Milan Grol
Milan Grol (en serbe en écriture cyrillique : Милан Грол, né à Belgrade en principauté de Serbie, le 31 août 1876 et mort à  Belgrade, en RFS de Yougoslavie, le 3 décembre 1952) est un homme politique et un critique littéraire serbe. Député de 1925 à 1929, il devient président du parti social-démocrate en 1940. Pendant la Deuxième Guerre mondiale, il est plusieurs fois ministre du gouvernement yougoslave en exil. En 1945, il est quelque temps vice-Premier ministre de la coalition dirigée par le maréchal Tito mais finit par démissionner de ce poste.